# Utbildningsförband
Ett utbildningsförband är ett militärt förband inom svenska Försvarsmakten där bland annat utbildning av rekryter soldater sker.

## Några exempel på svenska utbildningsförband

### Armén
- A 9 - Artilleriregementet, Boden
- I 19 - Norrbottens regemente, Boden
- Ing 2 - Göta ingenjörregemente, Eksjö
- K 3 - Livregementets husarer, Karlsborg
- LedR - Ledningsregementet, Enköping
- LG - Livgardet, Kungsängen
- Lv 6 - Luftvärnsregementet, Halmstad
- P 4 - Skaraborgs regemente, Skövde
- P 7 - Södra skånska regementet, Revingehed
- T 2 - Göta trängregemente, Skövde

### Amfibiekåren
- Amf 1 - Första amfibieregementet, Haninge garnison/Berga örlogsbas

### Marinen
- MarinB - Marinbasen, Karlskrona
- 1. Ubflj - 1. Ubåtsflottiljen, Karlskrona
- 3. Sjöstridsflj - 3. Sjöstridsflottiljen, Karlskrona
- 4. Sjöstridsflj - 4. Sjöstridsflottiljen, Haninge garnison/Berga örlogsbas

### Flygvapnet
- F 7 - Skaraborgs flygflottilj, Såtenäs
- F 17 - Blekinge flygflottilj, Ronneby
- F 21 - Norrbottens flygflottilj, Luleå